# Jimmy Miller
Jimmy Miller var en amerikansk musikproducent och percussionist, född 23 mars 1942 i Brooklyn, New York, död 22 oktober 1994 i Denver, Colorado. Miller började sin karriär som producent för några av the Spencer Davis Groups singlar på 1960-talet. Han producerade många andra artisters singlar på skivbolaget Island Records. 
Sina första album producerade han för Traffic, men han blev främst känd för de album han producerade för The Rolling Stones mellan 1968 och 1973. Han medverkade även som trummis på ett par av gruppens låtar. Han har även producerat album av Jackie Edwards, Spooky Tooth, Motörhead, och Primal Screams Screamadelica 1991. Han avled vid 52 års ålder efter att ha drabbats av leversvikt.

## Album producerade av Jimmy Miller
| Årtal | Artist                    | Specifikt album           |
| ----- | ------------------------- | ------------------------- |
| 1967  | Traffic                   | Mr. Fantasy               |
| 1968  | Traffic                   | Traffic                   |
| 1968  | The Rolling Stones        | Beggars Banquet           |
| 1969  | Traffic                   | Last Exit                 |
| 1969  | The Rolling Stones        | Let It Bleed              |
| 1969  | Spooky Tooth              | Spooky Two                |
| 1969  | Blind Faith               | Blind Faith               |
| 1970  | Delaney, Bonnie & Friends | On Tour with Eric Clapton |
| 1970  | Ginger Baker's Air Force  | Ginger Baker's Air Force  |
| 1971  | The Rolling Stones        | Sticky Fingers            |
| 1972  | The Rolling Stones        | Exile on Main St.         |
| 1972  | Kracker                   | La Familia                |
| 1973  | The Rolling Stones        | Goats Head Soup           |
| 1973  | Kracker                   | Kracker Brand             |
| 1979  | Motörhead                 | Overkill                  |
| 1979  | Motörhead                 | Bomber                    |
| 1991  | Primal Scream             | Screamadelica             |